# Puerto de Varna
El puerto de Varna (en búlgaro: Пристанище Варна) es el mayor complejo portuario en Bulgaria. Situado en la costa oeste del mar Negro en la bahía de Varna, junto al lago de Varna y el lago Beloslav, también comprende el puerto periférico de Balchik. Tiene un mayor potencial de desarrollo con 44 km (27 millas) de línea de costa hacia el interior resguardada solamente en los lagos, es de fácil acceso por carretera y ferrocarril y esta junto al aeropuerto internacional de Varna. 
Hay dos anclajes en Varna: uno de verano y otro invierno. Si el violento viento del noreste y el oleaje hacen los anclajes peligrosos, un anclaje especial está disponible al oeste de cabo Kaliakra a 26 millas náuticas (48 km) al noreste de Varna.